# Адел Шедли
Адел Шедли (рођен 16. септембра 1976. у Рикамарију, Француска) је професионални фудбалер и репрезентативац Туниса, члан туниског клуба Етоал ди Саел. Игра на позицији одбрамбеног играча.
Наступао је за репрезентацију Туниса на Светском првенству у фудбалу 2006. у Немачкој.